# راشحة مشقوقة
راشحة مشقوقة (الاسم العلمي:Percolomonas descissus) هي نوع من اللجفاوات تتبع جنس الراشحة من فصيلة .